# Gerhard Kölsch
Gerhard Kölsch (* 1964) ist ein deutscher Kunsthistoriker.

## Leben
Gerhard Kölsch studierte Kunstgeschichte, Germanistik, Philosophie und Deutsche Volkskunde an der Johannes-Gutenberg-Universität Mainz sowie an der Universität Wien. Er wurde 1997 in Mainz bei Michael Bringmann mit einer Arbeit über den Frankfurter Maler Johann Georg Trautmann promoviert. Nach einem Volontariat bei den Internationalen Tagen in Ingelheim am Rhein war er von 1999 bis 2011 wissenschaftlicher Mitarbeiter am Freien Deutschen Hochstift, u. a. Bearbeitung des Bestandskatalog der Gemälde im Frankfurter Goethe-Museum. Seitdem freiberuflicher Kunsthistoriker, Kurator von Ausstellungen und wissenschaftlicher Autor. Sein Forschungsgebiet ist deutsche Malerei und Graphik des 17. bis 19. Jahrhunderts, die Geschichte Frankfurter Kunstsammlungen und Themen der Erinnerungs- und Residenzkultur, und er ist Autor zahlreicher Monographien, Aufsätze und Buchbeiträge.

## Publikationen (Auswahl)
- Johann Georg Trautmann (1713–1769): Leben und Werk. Frankfurt am Main 1999 (mit Werkverzeichnis; online).
- „Köstliche Reste“. Andenken an Goethe und die Seinen. Katalog des Freien Deutschen Hochstifts/Frankfurter Goethe-Museums, bearb. von Gerhard Kölsch und Petra Maisak. Frankfurt am Main 2002.
- Henrich Sebastian Hüsgen. Ein Frankfurter Kunstkenner der Goethezeit als Kunstsammler. In: Jahrbuch des Freien Deutschen Hochstifts. 2007, S. 1–54.
- Georg Adam Eger (1721–1808). Jagdmaler am Hessen-Darmstädter Hof. Katalog der Werke im Museum Jagdschloss Kranichstein. Hrsg. von Monika Kessler. Petersberg 2010.
- Frankfurter Goethe-Museum. Die Gemälde. Bestandskatalog, mit Petra Maisak, hrsg. vom Freien Deutschen Hochstift. Frankfurt am Main 2011, ISBN 978-3-9811109-9-9.[1]
- Rheinromantik. Kunst und Natur. Hrsg. von Peter Forster in Zusammenarbeit mit Irene Haberland und Gerhard Kölsch, Ausstellungskatalog Museum Wiesbaden. Schnell & Steiner, Regensburg 2013 (vier Katalogaufsätze: Ideallandschaften und Rheingegenden. Christian Georg Schütz der Ältere / Ein Blick in die Schütz-Werkstatt. Franz Hochecker und Franz Schütz / Malerische Reisen an den Rhein. Christian Georg Schütz der Vetter / Mainzer Prospekte und Aussichten vom Niederwald. Johann Caspar Schneider und Georg Schneider)
- Die Entdeckung des Taunus als „romantische“ Landschaft. In: Romantik an Rhein und Main. Eine Topographie, hrsg. von Wolfgang Bunzel, Michael Hohmann, Hans Sarcowicz. Darmstadt 2014, S. 148–166.
- Franz von Kesselstatt (1753–1841). Mainzer Domherr, Diplomat und Dilettant in bewegter Zeit. Hrsg. von Gerhard Kölsch, Ausstellungskatalog Bischöfliches Dom- und Diözesanmuseum Mainz, Mainz 2014 (Katalogaufsatz: Im Nachglanz der Aurea Moguntia. Franz von Kesselstatt und die Mainzer Vedute).
- Zwei Frankfurter Maler am Rheinfall. Christian Georg Schütz d. Ä. und Franz Schütz, in: Der Rheinfall. Erhabene Natur und touristische Vermarktung, Ausst. Kat. Mittelrhein-Museum Koblenz 2015, S. 39–46.
- Tapeten für den Königsleutnant. Frankfurter Maler und Johann Andreas Benjamin Nothnagel in Diensten des Comte de Thoranc, in: Wieder Salonfähig. Handbemalte Tapeten des 18. Jahrhunderts, Petersberg 2016, S. 95–105.
- Mit Kennerblick und Adlerauge. Original, Fälschung und Kopie. Ausstellungskatalog Bischöfliches Dom- und Diözesanmuseum Mainz 2017/2018.
- Von Bürgern und Bankiers. Gemälde der Frankfurter Familien Gogel und Hauck, Begleitheft zur Ausstellung im Historischen Museum Frankfurt 2017/2018.
- Januarius Zick, Rembrandt und andere alte Meister – über den niederländischen Geist in Zicks Gemälden, in: Das Erbe der Väter. Mit der Malerfamilie Zick durch zwei Jahrhunderte, Ausst. Kat. Mittelrhein Museum Koblenz, Petersberg 2018, S. 56–62.
- Schöpfer der Innenansichten von St. Leonhard. Zu Johann Ludwig Ernst Morgenstern und Johann Friedrich Morgenstern, in: Schätze aus dem Schutt. 800 Jahre St. Leonhard in Frankfurt am Main, hg. von Verena Smit, Bettina Schmitt, Ausst. Kat. Dommuseum Frankfurt, Regensburg 2019, S. 51–59.
- Die Frankfurter Meisterstücke im städtischen Besitz. Ein Überblick, in: Meisterstücke. Vom Handwerk der Maler, hg. von Wolfgang P. Cilleßen und Andreas Tacke, Ausst. Kat. Historisches Museum Frankfurt 2019, S. 95–105
- Frankfurter „Akademiebestrebungen“, das Cöntgen’sche Zeichnungs-Institut und ein Frankfurt Kunststudent in Düsseldorf und Rom, in: Meisterstücke. Vom Handwerk der Maler, hg. von Wolfgang P. Cilleßen und Andreas Tacke, Ausst. Kat. Historisches Museum Frankfurt 2019, S. 154–161.
- Aus den Niederlanden an den Rhein – und manchmal auch retour. Holländische und Flämische Maler als Auswanderer und Reisende im 17. und 18. Jahrhundert, in: Vom Beruf zur Berufung. Die Künstlerfamilie Verflassen zwischen Barock und Biedermeier, hg. von Matthias von der Bank und Adolf T. Schneider, AK Mittelrhein-Museum Koblenz, Petersberg 2019, S. 30–41.
- Porträtmalerei in Hessen-Homburg und zur Zeit der Landgräfin Elizabeth – ein kurzer Überblick, in: Princess Eliza. Englische Impulse für Hessen-Homburg, Ausst. Kat. Schloss Bad Homburg v. d. Höhe, Petersberg 2020, S. 82–89.
- Vom ‚Raisonnierenden Verzeichnis‘ zum ‚Menschen-Spiegel‘. Zwei wieder gefundene Manuskripte des Dürer-Werkkatalogs von Henrich Sebastian Hüsgen, in: Jahrbuch des Freien Deutschen Hochstifts 2020, S. 7–75.
- Prehns Bilderparadies. Die einzigartige Gemäldesammlung eines Frankfurter Konditors der Goethezeit, Frankfurt 2021 (mit Wolfgang P. Cilleßen, Anja Damaschke und Julia Ellinghaus).
- Jean Metten 1884–1971. Ein stilles Leben für die Kunst, Nieder-Olm 2021.
- Die Kartause von Mainz. Kunst und Geschichte des ältesten Kartäuserklosters in Deutschland. Oppenheim 2021 (Herausgeber, mit Christoph Winterer) ISBN 978-3-96176-160-9.

## Ausstellungen (Auswahl)
Gerhard Kölsch realisierte als Kurator bzw. Co-Kurator u. a. folgende Ausstellungen:
- Köstliche Reste. Andenken an Goethe und die Seinen. Freies Deutsches Hochstift/Frankfurter Goethe-Museum, 2002/2003
- Sammlerin und Stifterin. Prinzessin Henriette Amalie von Anhalt-Dessau im Frankfurter Exil. Haus Giersch/Museum Regionaler Kunst, Frankfurt am Main, 2002/2003
- Henrich Sebastian Hüsgen: Kunstkenner und Kunstsammler der Goethezeit. Freies Deutsches Hochstift/Frankfurter Goethe-Museum, 2005
- Salon-Arabesken. Die beiden Salons im Hause der Bettine von Arnim. Freies Deutsches Hochstift/Frankfurter Goethe-Museum, 2006
- Rheinromantik. Kunst und Natur. Museum Wiesbaden, 2012
- Franz von Kesselstatt (1753-1841). Mainzer Domherr, Diplomat und Dilettant in bewegter Zeit. Bischöfliches Dom- und Diözesanmuseum Mainz, 2014[2][3]
- Mit Kennerblick und Adlerauge. Original, Fälschung und Kopie, Bischöfliches Dom- und Diözesanmuseum Mainz 2017/2018[4][5]
- Von Bürgern und Bankiers. Gemälde der Frankfurter Familien Gogel und Hauck. Historisches Museum Frankfurt 2017/2018
- Rosen, Tulpen, Nelken… und der Würzwisch. Im Blumengarten der christlichen Kunst. Bischöfliches Dom- und Diözesanmuseum Mainz 2022[6]
- „die unvergleichliche kostbare carthaus“. Die älteste deutsche Kartause: 700 Jahre Kartäuserkloster Mainz. Bischöfliches Dom- und Diözesanmuseum Mainz, 2023/2024[7][8][9]